# آز پرکینز
آز پرکینز (انگلیسی: Oz Perkins؛ زادهٔ ۲ فوریهٔ ۱۹۷۴) هنرپیشه اهل ایالات متحده آمریکا است. آز پسر آنتونی پرکینز هنرپیشه بیادماندنی آمریکایی است. از فیلم‌هایی که وی در آن نقش داشته است می‌توان به لگالی بلاند، منشی، سرسره برقی و شش درجه جدایی اشاره کرد.

## گزیده فیلمشناسی
از فیلم‌ها یا برنامه‌های تلویزیونی که وی در آن نقش داشته‌است می‌توان به آثار زیر اشاره کرد.
| نام            | سمت                        | کارگردان       | سال  | بودجه           | فروش گیشه       |
| -------------- | -------------------------- | -------------- | ---- | --------------- | --------------- |
| پیشتازان فضا   | بازیگر                     | جی. جی. آبرامز | ۲۰۰۹ | ۱۵۰ میلیون دلار | ۳۸۵ میلیون دلار |
| سرمای شب می‌آید | کارگردان                   | آز پرکینز      | ۲۰۱۴ | _               | ۲۴ هزار دلار    |
| فوریه          | نویسنده و کارگردان         | آز پرکینز      | ۲۰۱۵ | _               | ۳۴ هزار دلار    |
| گرتل و هانسل   | کارگردان                   | آز پرکینز      | ۲۰۲۰ | ۵ میلیون دلار   | ۲۲ میلیون دلار  |
| جواب منفی      | بازیگر                     | جوردن پیل      | ۲۰۲۲ | ۶۸ میلیون دلار  | ۱۷۱ میلیون دلار |
| لنگ‌دراز        | نویسنده و کارگردان         | آز پرکینز      | ۲۰۲۴ | ۱۰ میلیون دلار  | ۱۲۶ میلیون دلار |
| میمون          | بازیگر، نویسنده و کارگردان | آز پرکینز      | ۲۰۲۵ | ۱۰ میلیون دلار  | ۶۳ میلیون دلار  |
| نگهبان         | کارگردان                   | آز پرکینز      | ۲۰۲۵ | _               | _               |